# Замок Берлебург
Замок Берлебург (нем. Schloss Berleburg) находится в городе Бад-Берлебурге в административном районе Зиген-Витгенштайн (земля Северный Рейн-Вестфалия, Германия). На протяжении более 600 лет в нём проживает семья Сайн-Витгенштейн. Часть замка представляет собой музей, в котором выставлены охотничьи принадлежности, мундиры, оружие, очки, фарфор и княжеская коллекция произведений искусства.

## История
Замок был построен в 1258 году графом Зигфридом I и монастырским фогтом Адольфом I как замок на вершине. Их двойное правление в Берлебурге закончилось в 1322 году, когда Видекинд фон Графшафт отказался от своих прав на город в пользу Зигфрида II фон Витгенштейна. После того, как он умер как последний из графов Витгенштейнов, его зять Салентин фон Сайн унаследовал поместье. Этим он основал дворянский дом Сайн-Витгенштейнов. Берлебург тогда представлял из себя охотничий замок, перед которым раскинулось небольшое городское поселение.
В 1506 году графство Витгенштейн было разделено, и граф Иоганн переехал в старый охотничий замок Берлебург, заложив основу для последующего расширения в жилой дворец. В 1531 году был освящён закладной камень фундамента нового здания. В период с 1555 по 1557 год его племянником графом Людвигом Старшим было расширено двухэтажное северное крыло замка. Здание ворот было построено в 1585 году.
Во время правления графа Казимира трехэтажное центральное крыло было построено в 1731-1733 годах и перестроено в 1902 году. В 1732-1739 годах главное здание дворца (корделож, фр. Corps de Logis) Берлебург было построено по проекту Юлиуса Людвига Ротвайля. Во время ремонта в 1912 году Фридрих фон Тирш добавил боковые башни и изменил лестницу на более презентабельную в стиле барокко. 
Замок принадлежал Рихарду цу Сайн-Витгенштейн-Берлебургу до его смерти в 2017 году. После спора о наследовании, который прошел через два суда, его сын Густав цу Сайн-Витгенштейн-Берлебург стал владельцем замка и другой собственности с 30 октября 2020 года.

## Галерея

Виды замка
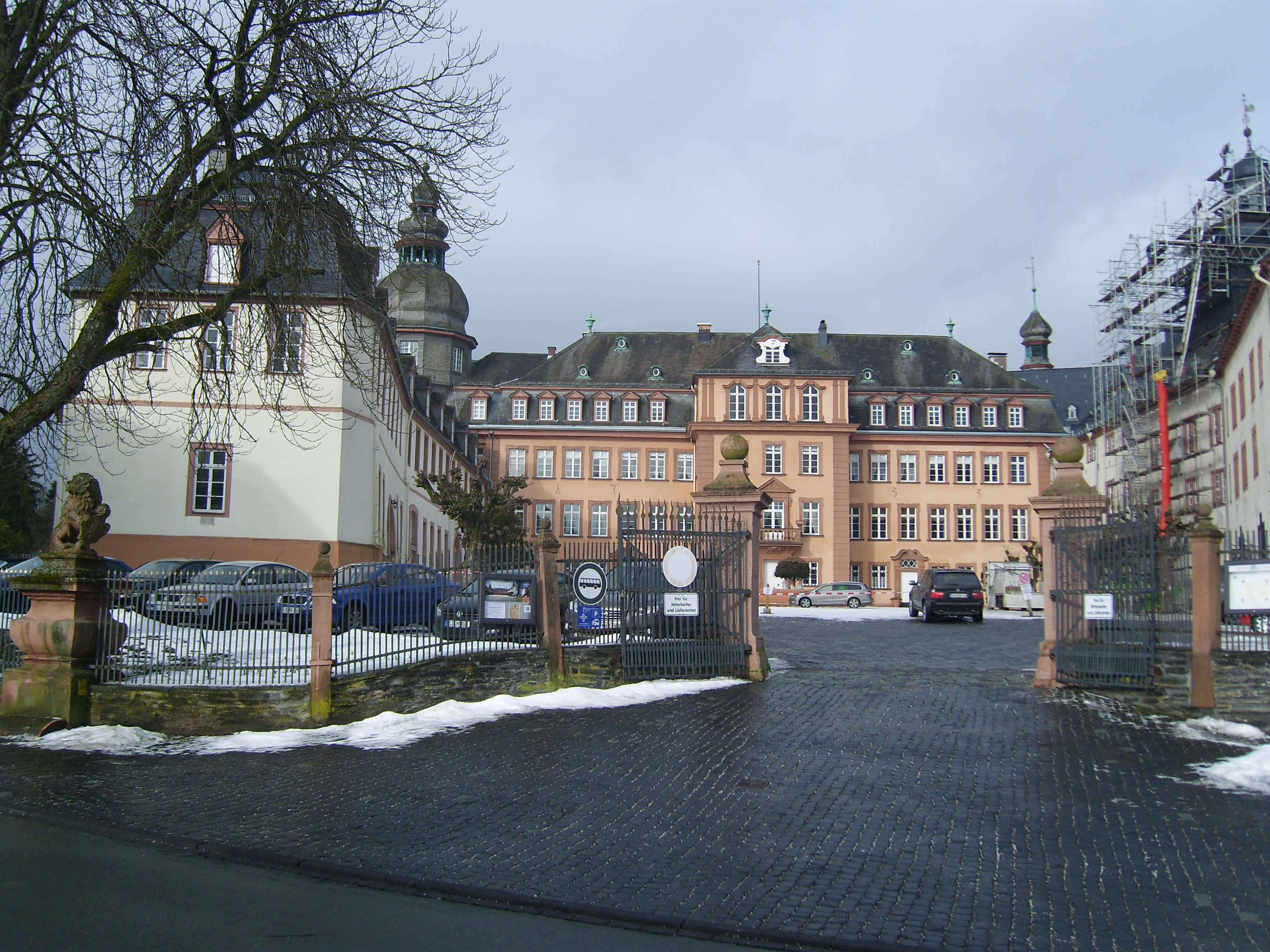
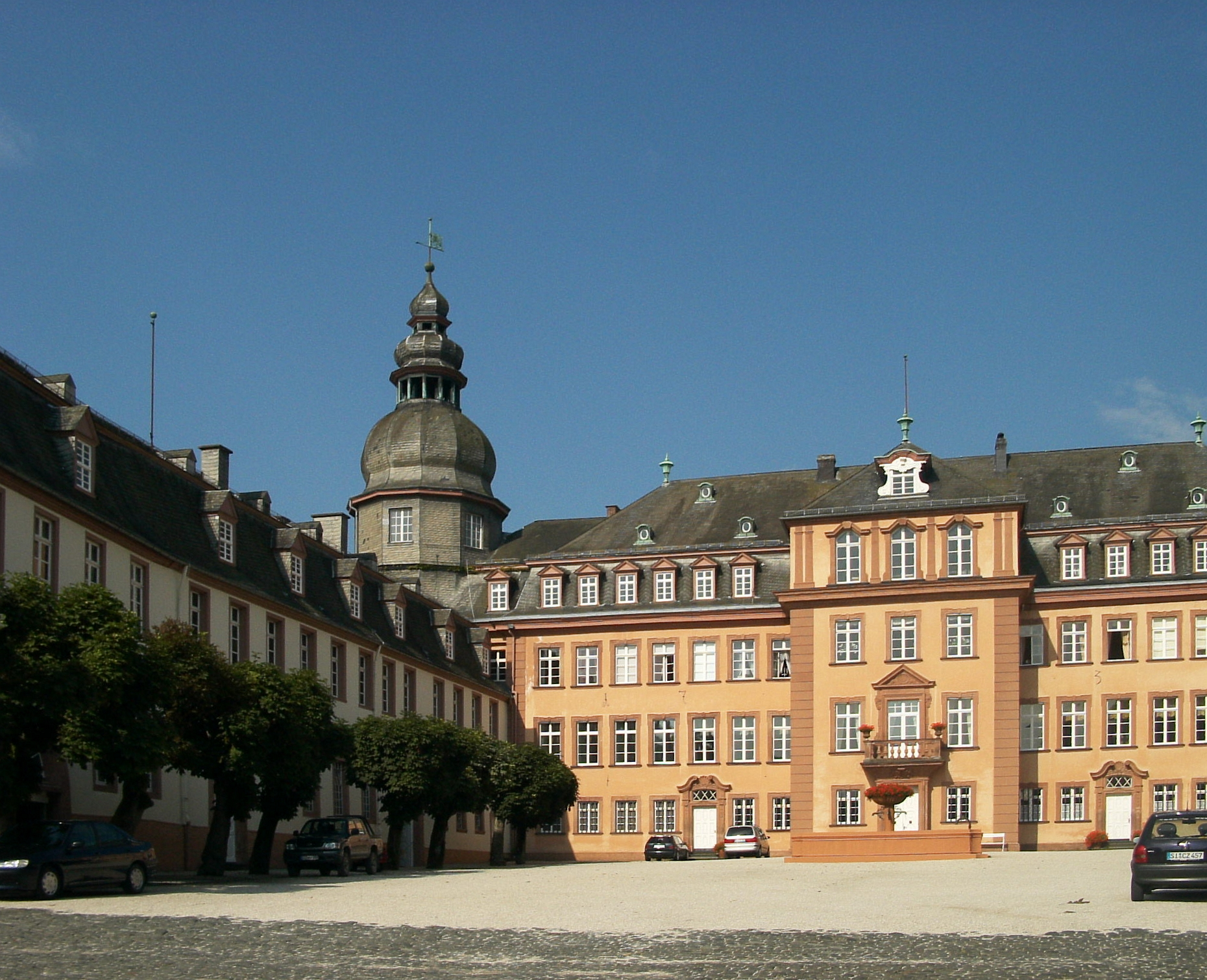
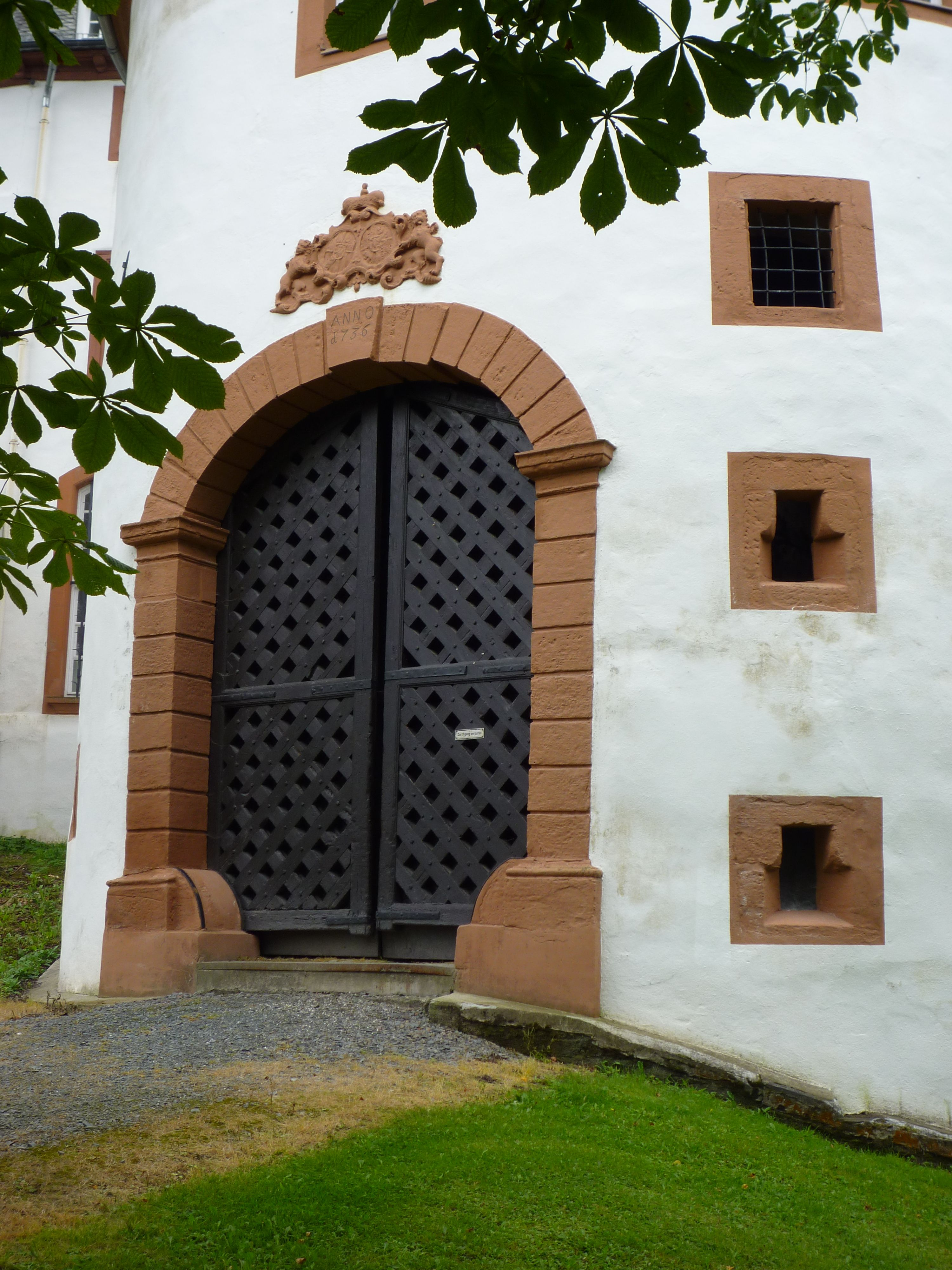
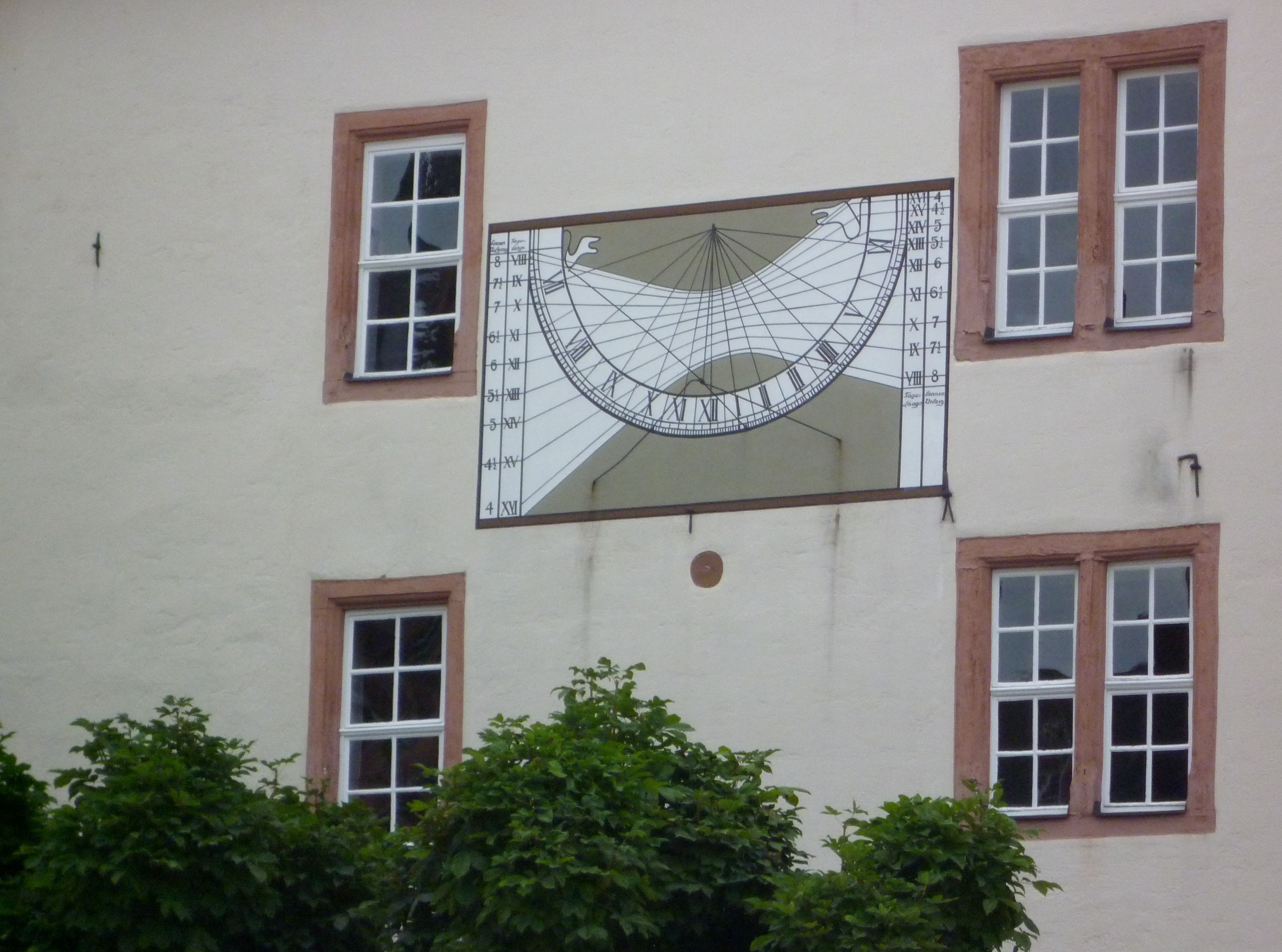
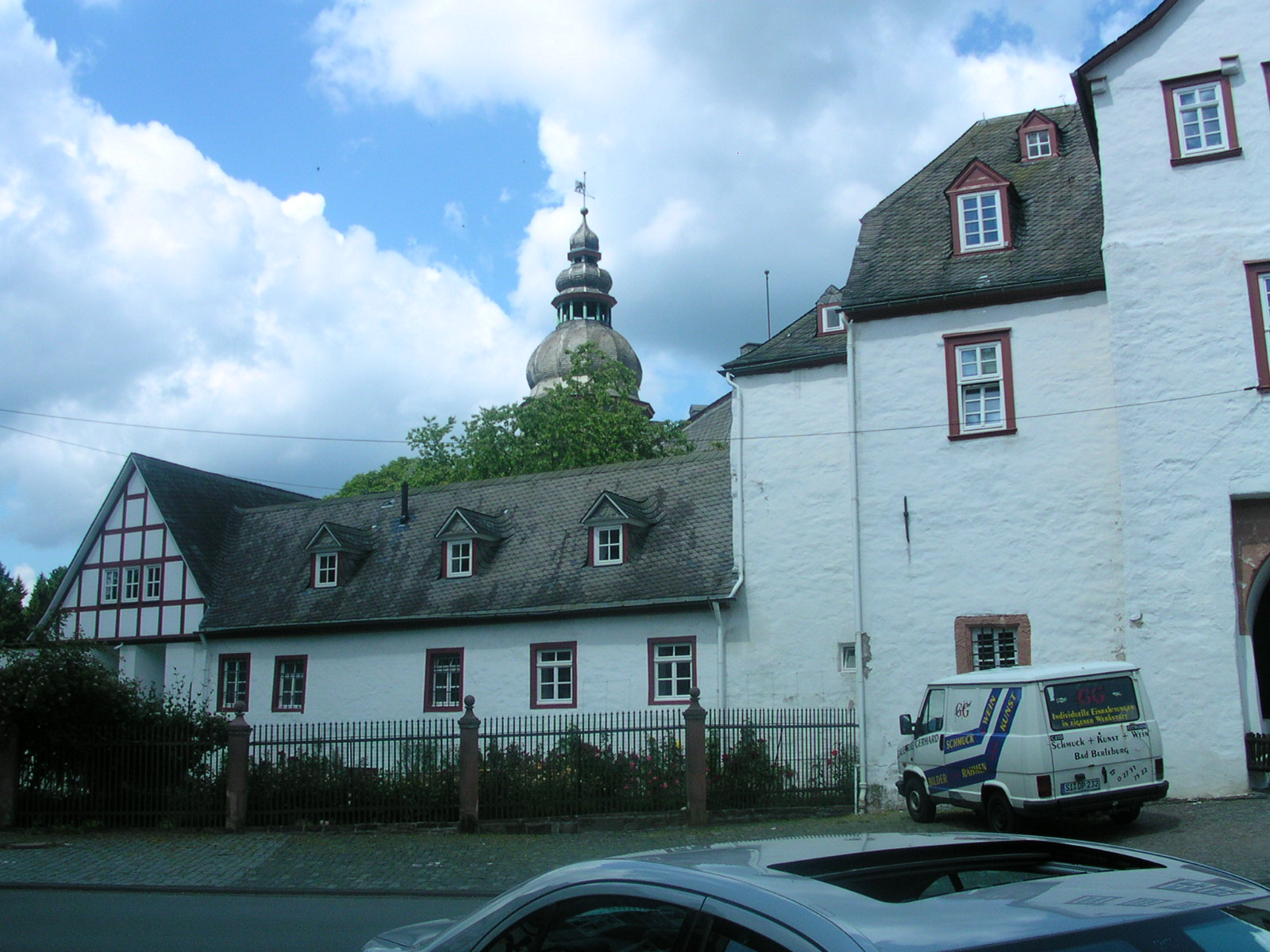
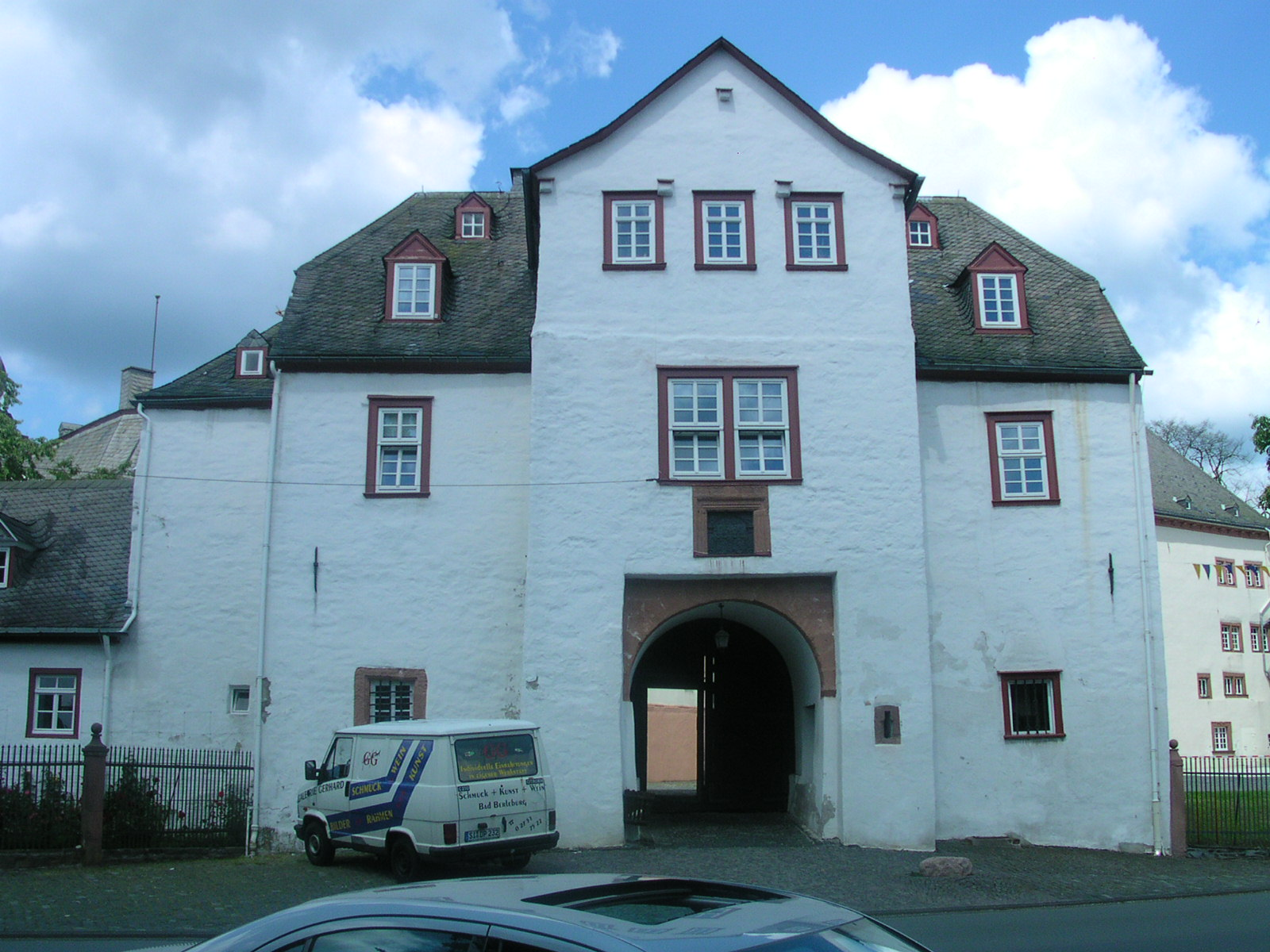